# Mothocya ihi
Mothocya ihi är en kräftdjursart som beskrevs av Bruce1986. Mothocya ihi ingår i släktet Mothocya och familjen Cymothoidae.
Artens utbredningsområde är havet kring Nya Zeeland. Inga underarter finns listade i Catalogue of Life.